# Berthe (nouvelle)
Pour les articles homonymes, voir Berthe.
Berthe est une nouvelle de Guy de Maupassant, parue en 1884.

## Historique
Berthe est une nouvelle publiée dans le quotidien Le Figaro du 20 octobre 1884, puis dans le recueil Yvette.

## Résumé
Sur la colline de Châtelguyon, le docteur Bonnet raconte les malheurs de Berthe, une simple d'esprit, dont il avait essayé en vain d'éveiller la pensée et de lui parler.

Elle était née idiote, dépourvue d’intelligence. Elle ne savait pas parler, ne savait pas reconnaître son père de sa mère. Mais son corps, lui, se développait excellemment. 
Elle avait seize ans maintenant  et j’ai rarement vu pareille perfection de formes, pareille souplesse et pareille régularité de traits. J'ai dit une Vénus, oui, une Vénus, blonde, grasse, vigoureuse, avec des grands yeux clairs et vides, bleus comme la fleur du lin, et une large bouche aux lèvres rondes, une bouche de gourmande, de sensuelle, une bouche à baisers.
Mais le docteur Bonnet, après de longs efforts, réussit à lui faire reconnaître les heures, en fonction des repas.
Le père de Berthe et le docteur Bonnet se dirent ensuite qu’être mère pourrait peut-être lui faire un choc et la rendre, pas intelligente, mais moins stupide. Il la marièrent donc à M. Gaston du Boys de Lucelles.

Berthe, au bout de quelques semaines, tomba follement amoureuse de lui, et en devint dépendante. Une journée sans lui était une journée pleine de souffrance, où elle souffrait le martyr. M. Gaston aussi s’intéressa à elle les premiers jours puis finit par se lasser de cette créature muette.
Mais lui se fatigua bien vite de cette belle créature ardente et muette. Il ne passait plus près d'elle que quelques heures dans le jour, trouvant suffisant de lui donner ses nuits.  
Bientôt, il ne rentrait même plus lui « donner ses nuits ». Il s’arrangeait pour ne même plus rentrer le soir, il restait toute la nuit au casino avec des femmes autres qu’elle. 
Berthe finit par en devenir folle.

## Éditions
- 1884 - Berthe, dans Le Figaro
- 1884 - Berthe, dans le recueil Yvette chez l'éditeur Victor Havard.
- 1891 - Berthe, dans le Supplément Illustré du Petit Journal
- 1979 - Berthe, dans Maupassant, Contes et Nouvelles, tome II, texte établi et annoté par Louis Forestier, éditions Gallimard, Bibliothèque de la Pléiade.